# Kera Tamara
Kera Tamara, właśc. Tamara Hatun, bułg. Кера Тамара (ur. ok. 1340, zm. po 1378) – bułgarska księżniczka, jedna z żon sułtana Murada I.

## Imię
Przeszła do historii jako Kera Tamara, ale kera oznacza panią (gr. kyra). Tamara (Mara) to popularne w dynastii Szyszmanowiczów imię. Hatun to określenie małżonki sułtana, ale również kobiety wysoko urodzonej.

## Życiorys

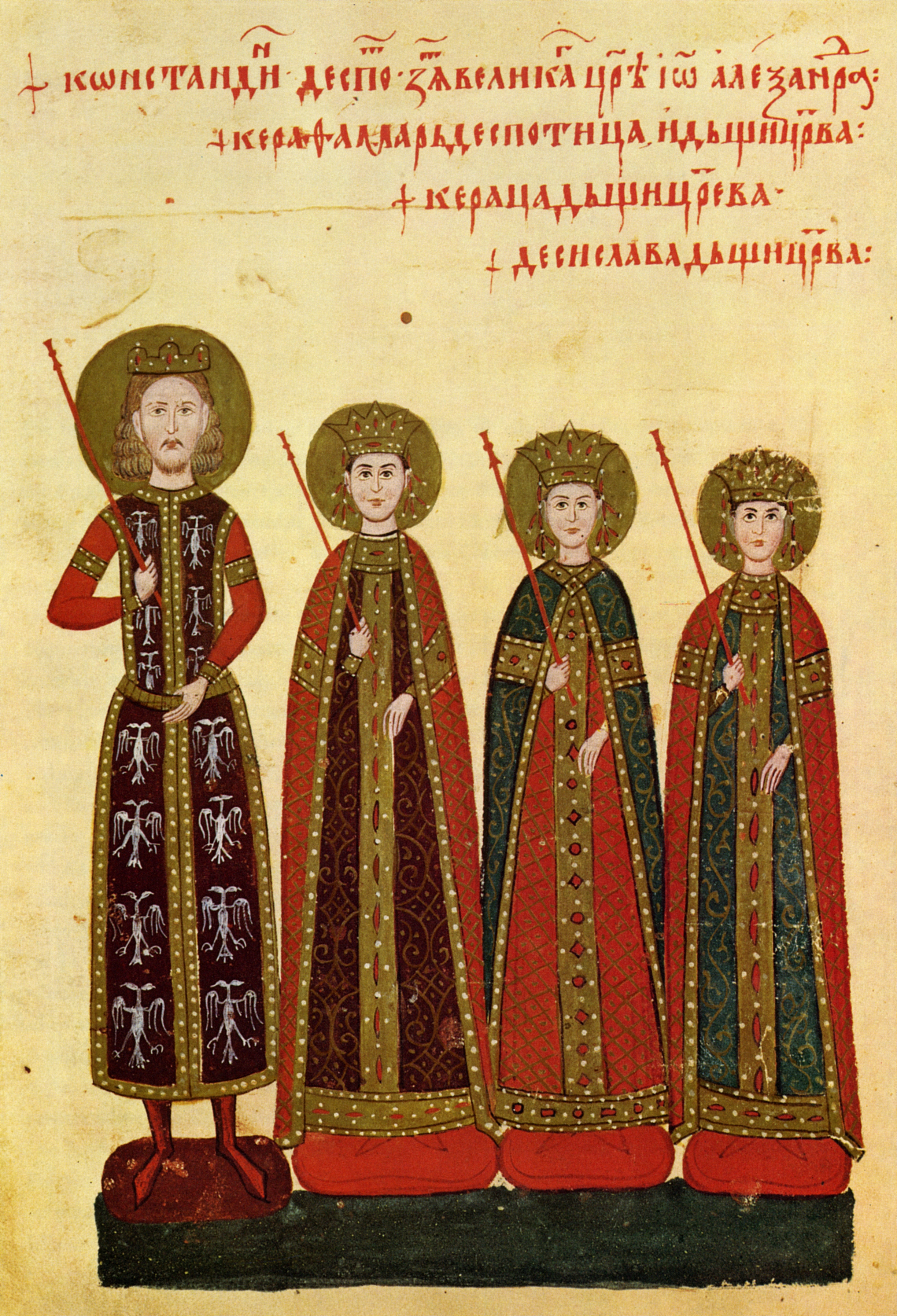
Strona z ewangeliarza Iwana Aleksandra: despota Konstantyn, Kera Tamara i dwie córki jej brata Iwana Aleksandra: Keratsa i Desisława, XV w.

Była córką bułgarskiego cara Iwana Aleksandra i jego pierwszej żony Teodory Wołoskiej, córki hospodara wołoskiego Basaraba I. Po matce Tamara była pół-Żydówką. Miała trzech rodzonych braci: Iwana Asena IV, Michała Asena IV i Iwana Stracimira oraz przyrodniego Iwana Szyszmana.
Pierwszym mężem księżniczki był niezidentyfikowany despota Konstantyn. Poślubiła go ok. 1355. Nie mógł to być despota Kiustendił, Konstantin Dragaš, jak głosi jedna z teorii, ponieważ w 1371 Kera Tamara była już wdową, a Konstantyn Dragaš zmarł w 1395. Małżeństwo zostało przedstawione w ewangeliarzu Iwana Aleksandra. Związek Kery Tamary i Konstantyna zawarty w celach politycznych najprawdopodobniej nie zaowocował dziećmi, a przynajmniej żadne dłużej nie przeżyło.

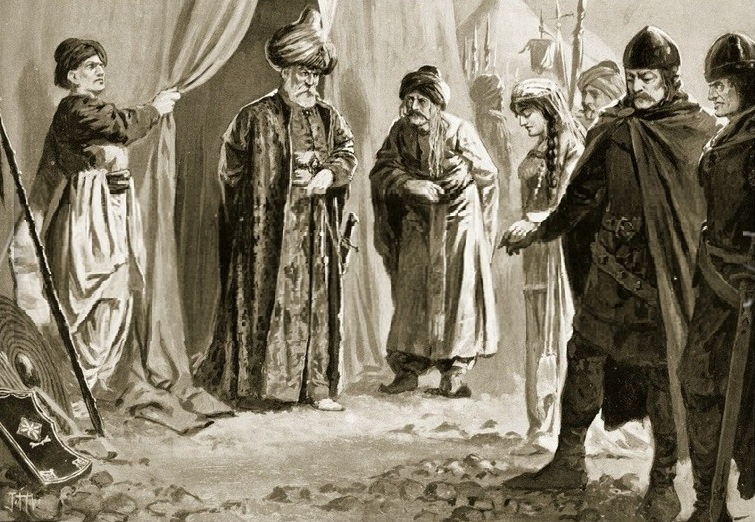
Car Iwan Szyszman oddaje swoją siostrę sułtanowi Muradowi I

W 1371, kiedy Iwan Aleksander zmarł, a Iwan Szyszman odziedziczył jego tron, do Wielkiego Tyrnowa przybyli ambasadorowie osmańskiego sułtana Murada I, aby porozumieć się z nowym carem Bułgarii. Sułtan zażądał, by owdowiała i słynąca z urody Kera została jego żoną jako gwarantka pokoju między państwami. Iwan Szyszman odrzucił propozycję. Dopiero po 7 latach przystał na układ pokojowy wzmocniony małżeństwem dynastycznym. W 1378, kiedy próby powstrzymania Turków nie powiodły się, niechętnie wysłał Kerę Tamarę do haremu sułtana w Bursie. Małżeństwo było kluczowym momentem w historii Bułgarii. Iwan Szyszman wraz z wydaniem siostry za Murada I uznał się za lennika sułtana, choć Turcy nie zrezygnowali z dalszego podboju Bułgarii. Małżeństwo przeszło do historii i legend jako poświęcenie, którego Kera Tamara dokonała dla swojego ludu.
Kera Tamara pozostała chrześcijanką. W niektórych opracowaniach błędnie podaje się, że Kera Tamara i Murad I mieli syna Bajazyda I, który przejął władzę po ojcu.
Kera Tamara była ulubioną żoną Murada I nie tylko z powodu urody, ale i inteligencji. Umiała czytać i pisać we wszystkich językach wybranych przez Boga oraz interpretować święte księgi. W ciągu roku nauczyła się czytać i pisać po turecku. Umiała grać na harfie.
W pomianniku cerkwi bułgarskiej, Boriłowym synodyku, czytamy: Wieczna pamięć Kery Tamary, córki cara Iwana Aleksandra, wielkiej pani małżonki wielkiego emira Murada, która została mu oddana dla bułgarskiego rodu. A ta, jak odeszła tam, zachowała prawosławną wiarę, oswobodziła swój ród, żyła dobrze i prawowiernie opuściła ten świat (tłum. Ilona Czamańska). Kera Tamara zmarła najpóźniej około połowy lat 80. XIV w. Spoczęła w Bursie w rodzinnym grobowcu dynastii osmańskiej, obok Murada I, ale bez atrybutów właściwych dynastii. Zgodnie z jej wolą grób pozostał odsłonięty, zasiano na nim jęczmień. Tradycja jest kontynuowana do dziś. Co roku na grobie wysiewa się zboże. Na nagrobku widnieje wiersz (w luźnym tłumaczeniu): O Boże, nie pozwól, by moje kości pozostały na tych kamieniach! / (...) Boże, troszczyłam się nie o siebie, ale o moją rodzinę. / I nie spodziewałam się ani litości, ani wdzięczności. / Byłam Kera-Tamarą, kto mnie zapamięta? / (...) Przeżyłam tyle bólu i tyle łez / wypłakałam... / O Boże, weź mnie, ale pozwól mojej rodzinie / zostać. / Na zawsze!. Odwiedzający znają grób jako miejsce spoczynku bułgarskiej królowej Marijcze (Mary). Kera Tamara jest bardziej znana w Turcji niż w Bułgarii.

## Upamiętnienie
Od jej imienia (w formie Mara) pochodzi nazwa miejscowości Marian (40 km od Wielkiego Tyrnowa), w pobliżu której ulokowana jest winiarnia rodziny Iwanowów. Produkowane jest tam wino chardonnay i sauvignon blanc nazwane imieniem Kery Tamary. Dostępne jest tylko na terenie Bułgarii.
W 2010 powstał projekt fabularnego filmu historycznego o Kerze Tamarze w reżyserii Hristo Nikołowa na podstawie powieści Georgi Kostowa Kera Tamara. Życie i cierpienie.